# Lindhorst (Uckerland)
Lindhorst ist ein bewohnter Gemeindeteil im Ortsteil Fahrenholz der amtsfreien Gemeinde Uckerland im Landkreis Uckermark in Brandenburg.

## Geographie
Der Ort liegt zwei Kilometer südöstlich von Fahrenholz und sieben Kilometer südsüdöstlich von Strasburg (Uckermark). Die Nachbarorte sind Güterberg im Norden, Lübbenow im Nordosten, Trebenow im Osten, Karlstein, Schindelmühle und Jagow im Südosten, Taschenberg im Süden, Taschenberg Ausbau und Zarnkehöfe im Südwesten, Kleisthöhe im Westen sowie Fahrenholz im Nordwesten.

## Geschichte

### Ortsgeschichte
Die erste schriftliche Erwähnung des Ortes stammt aus dem Jahr 1375. Auf der Seite 246 des oft zitierten Landbuches Kaiser Karls IV. aus jenem genannten Jahr findet er sich unter der Bezeichnung Lynthorst.

### Rittergut
Seit der Ersterwähnung befand sich der Rittersitz Lindhorst im Besitz und nachfolgend im Eigentum der uradeligen Familie von Stülpnagel. Im 17. Jahrhundert stellt die Taschenberger Linie, unter anderem mit Wolf Leopold von Stülpnagel (1674–1730) auf Grünberg, auch den Gutsherrn auf Lindhorst. Mit seiner Ehefrau Melusina von Pfuhl ist er der Urahn des Hauses Lindhorst. Ihnen folgt Otto Gottlob von Stülpnagel und wiederum dessen Sohn Wolf Friedrich von Stülpnagel.
1857 ist Frau Hauptmann von Stülpnagel, geborene von Stülpnagel, die Grundbesitzerin auf dem Gut. Ihr Mann übt aber die standesrechtliche Rechte aus. Eine weitere Form der Traditionswahrung war die Mitgliedschaft im für den evangelischen Landadel so prägnanten Johanniterorden. Auch der Rittergutsbesitzer Friedrich von Stülpnagel auf Lindhorst fand dort Aufnahme, zunächst als Ehrenritter. Ende des 19. Jahrhunderts gehören zum Rittergut rund 412 ha, größtenteils Ackerflächen.
Siegfried von Stülpnagel-Lindhorst (1883–1927) führte die Tradition seiner Familie vor Ort weiter. Nach seinem Tod, kurz vor der Wirtschaftskrise 1929/1930, erschien letztmals das Güter-Adressbuch der Provinz Brandenburg. Hier führt das Rittergut der Verwalter Gröhnke. Der Besitz umfasste hier 477 ha. Eigentümerin ist die Generalstochter Helene Gottlobe von Stülpnagel, geborene von Hülsen. Sie verwaltete bis zur Bodenreform das Gut Lindhorst für den Erben Sohn Siegfried jun. von Stülpnagel (1927–1991).